# IC 10
آي سي 10 (بالإنجليزية: IC 10)‏، هي مجرة شاذة صغيرة يبلغ حجمها حوالي 21,000 سنة ضوئية تبعد عنا حوالي 4.2 مليون سنة ضوئية تقريباً تابعة للمجموعة المحلية وتقع في برج كوكبة ذات الكرسي . اكتشف هذه المجرة لويس سويفت في أكتوبر عام 1887.